# 古木海帆
古木 海帆（ふるき みほ、12月5日 - ）は、日本の女性声優。神奈川県出身。

## 人物
専門学校 東京声優・国際アカデミー卒業。
趣味は音楽鑑賞、ショッピング。
2024年8月31日をもってプランダスを退所、フリー期間を経て、2025年4月1日よりアトミックモンキー所属。

## 出演作品

### 吹き替え

#### 映画
2020年
- ANNA/アナ（インゲ〈ローレン・デ・グラーフ〉）
- スイート・マグノリアス

2021年
- ある日どこかで（キャム）※BSテレ東版
- ブロークン・ハート・ギャラリー（アメリア・ブラック博士）

2022年
- ザ・ミスフィッツ（ヴァイオレット〈ジェイミー・チャン〉）
- スクリーム
- ソー:ラブ&サンダー（女性医師）
- チケット・トゥ・パラダイス（ロシ）
- アンヒューマン（タムラ〈アリ・ギャロ〉）
- オペレーション・ミンスミート -ナチを欺いた死体-（コニー）
- パピヨン（クララ）※テレビ東京版

2023年
- スクリーム6
- Smile スマイル（ステファニー）
- テトリス（マヤ）
- デュアル（裁判員）
- ノック 終末の訪問者（司会者）
- ベネシアフレニア（イサ〈イングリッド・ガルシア・ヨンソン〉）
- エージェント:アンヌ
- ナポレオン（ルシル〈リアナ・デュース〉）
- カンダハル 突破せよ

2024年
- マダム・ウェブ
- ザ・ガーディアン/守護者（ジナ〈パク・ユナ〉）
- 米露開戦 20XX年:破滅のシナリオ（ファイアフライ〈ケイラ・フィールズ〉）
- ヤング・ウーマン・アンド・シー
- フューチャー・ウォーズ（アリス〈エンヤ・バルー〉）
- ブラック・サイト 危険区域（テッサ〈パラヴィ・シャルダ〉）※テレビ東京版

2025年
- ミッキー17（舞台監督）
- アマチュア（エスター）

#### ドラマ
2019年
- カウンターパート2 暗躍する分身（ノミ）

2020年
- ロック&キー（キンジー・ロック〈エミリア・ジョーンズ〉）

2021年
- エル・シッド（ウラカ〈アリシア・サンス〉）
- グッド・ドクター3 名医の条件
- 刑事モース〜オックスフォード事件簿〜
- ザ・ルーキー 40歳の新米ポリス!?
- スイート・マグノリアス
- フィアー・ザ・ウォーキング・デッド シーズン6（レイチェル）
- HOMELAND シーズン8
- DEBRIS/デブリ #3（ケイティ）

2022年
- 2034 今そこにある未来（ベサニー・ライオンズ〈リディア・ウエスト〉）
- ミズ・マーベル
- 4400（マライア）
- 運命の螺旋（ナンディニ）
- マダム・セクレタリー シーズン3 #18（アシュリー・ウィテカー）
- アストリッドとラファエル 文書係の事件録
- ペーパーガールズ（大人ティファニー）
- 模範家族（ヨヌ〈シン・ウンス〉）

2023年
- バッド・シスターズ（ブラネイド）
- グリフォン戦記（ザラ）
- セニョリータ89（イサベル〈ナターシャ・デュペイロン〉）
- 1923（ティオナ・レインウォーター）
- ナイト・エージェント

2024年
- お騒がせ探偵!スペンサー・シスターズ #8（オリヴィア）
- ソンサン -弔いの丘-（若い頃のソハ）
- 鉄の手（ルシア）
- レディ・イン・ザ・レイク（テシー、テディ）
- 戦と乱（ジョンニョの妻）
- シタデル ハニー バニー
- 百年の孤独（少年期のアルカディオ、ビシタシオン）

2025年
- DOC-わたしを思い出す日まで-（ケイティ〈シャーロット・ファウンテン＝ジャルディン〉）
- エトワール（ミシ・デュプレシ〈タイス・ヴィノロ〉）
- 呑金/タングム（ジェイ〈チョ・ボア〉）
- バラード 未解決事件捜査班（マルティナ・カストロ〈ヴィクトリア・モロレス〉）

#### アニメ
- ジェイコブと海の怪物（2022年）
- 野生の島のロズ（2025年[19]）